# Orkanen Gustav (1990)
Orkanen Gustav var den tredje orkanen och sjunde namngivna stormen i den Atlantiska orkansäsongen 1990. Gustav bildades den 24 augusti och uppnådde kategori 3-styrka med vindhastigheter på 195 km/h. Gustav var säsongens kraftigaste orkan.
Orkanvarningar utfärdades på de Små Antillerna, men Gustav svängde norrut, och missade därmed land.

## Stormhistoria

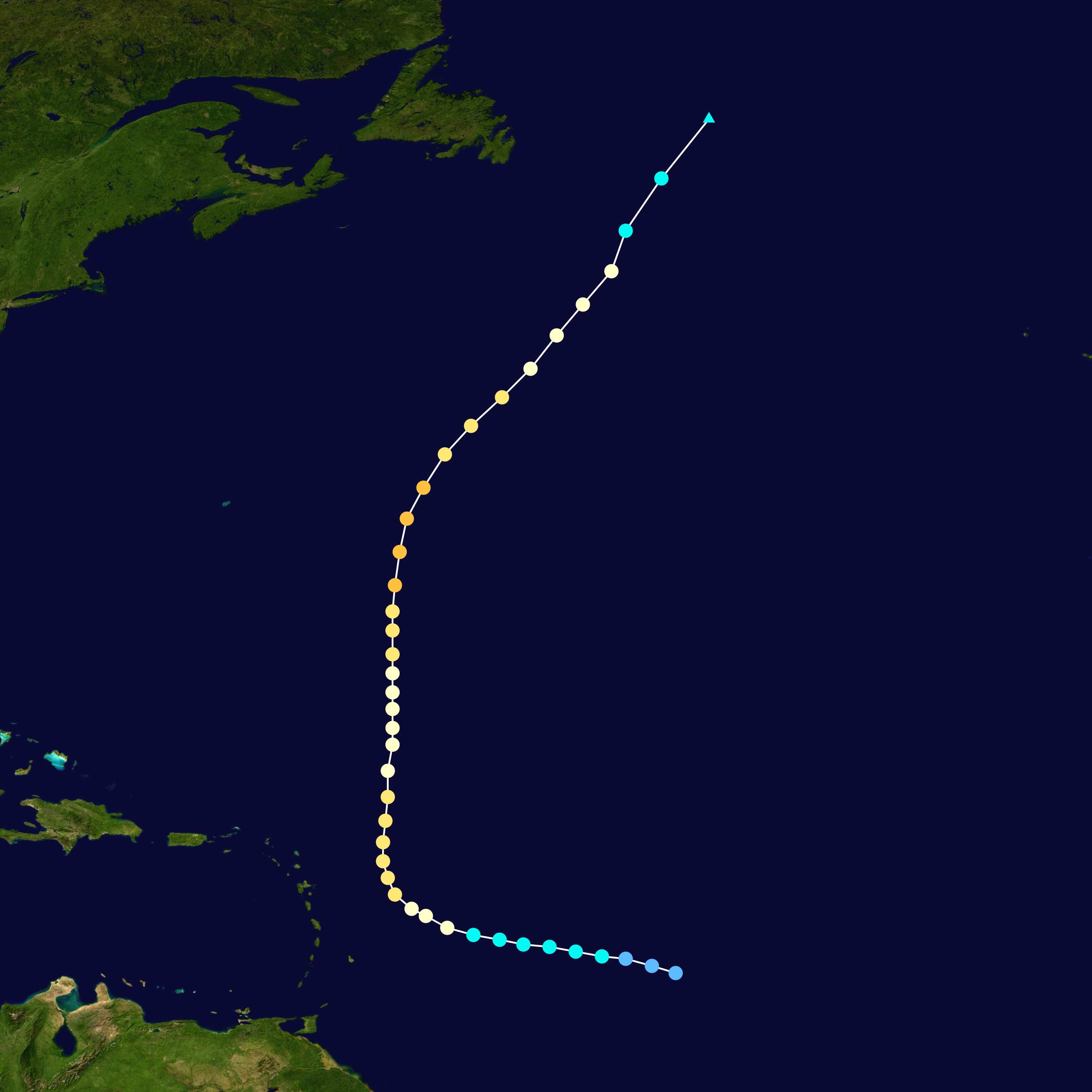
Gustavs bana

Gustav utvecklades ur en tropisk depression som bildats omkring 1 500 km öster om Barbados den 24 augusti. Den rörde sig västerut och ökade i styrka och blev en tropisk storm den 25 augusti och en orkan den 26 augusti. Gustav blev klassificerad som extratropiskt den 3 september, och resterna av Gustav passerade omkring 300 km söder om Island.